# Rosa 'Leonard Dudley Braithwaite'
'Leonard Dudley Braithwaite' ('AUScrim' es el nombre del obtentor registrado), es un cultivar de rosa que fue conseguido en Reino Unido en 1988 por el rosalista británico David Austin.

## Descripción
'Leonard Dudley Braithwaite' es una rosa moderna cultivar del grupo « English Rose Collection ».
El cultivar procede del cruce de 'Mary Rose' ® x 'The Squire' ®.
Las formas arbustivas del cultivar tienen porte erguido que alcanza más de 105 a 185 cm de alto con 105 a 245 cm de ancho. Las hojas son de color verde oscuro mate de tamaño medio, follaje coriáceo.
Sus delicadas flores de color rojo oscuro. Fragancia de rosas antiguas. Flor con 85 pétalos. El diámetro medio de 3,5". Tamaño de flor mediano, muy dobles, en pequeños grupos, en forma de copa, en cuartos, rosetón.
Florece de una forma prolífica, floración en oleadas a lo largo de la temporada.

## Origen
El cultivar fue desarrollado en Reino Unido por el prolífico rosalista británico David Austin en 1988. 'Leonard Dudley Braithwaite' es una rosa híbrida con ascendentes parentales de cruce de 'Mary Rose' ® x 'The Squire' ®.
El obtentor fue registrado bajo el nombre cultivar de 'AUScrim' por David Austin en 1988 y se le dio el nombre comercial de exhibición 'Leonard Dudley Braithwaite'™.
También se le reconoce por el sinónimo de 'AUScrim', 'L.D. Braithwaite' y 'Braithwaite'.
- La rosa fue conseguida antes de 1988 e introducida en el Reino Unido por David Austin Roses Limited (UK) en 1988 como 'Leonard Dudley Braithwaite'.[1]
- La rosa 'Leonard Dudley Braithwaite' fue introducida en Estados Unidos con la patente "United States - Patent No: PP 8,154".[1]
- La rosa 'Leonard Dudley Braithwaite' fue introducida en Australia con la patente "Australia - Application No: 1993/104  on  1993".[1]

## Premios y galardones
- Modern Shrub Bloom. Olympia Rose Society Show. 2011
- Award of Garden Merit (RHS/RNRS). The Royal Horticultural Society Show. 2001[8]
- Modern Shrub Rose. Illinois/Indiana District Show. 2001
- Modern Shrub Rose. Lewis County Rose Society Show. 2001
- Modern Shrub Rose. Milwaukee Rose Society Show. 2001
- Modern Shrub Rose. Portland Rose Society Show. 2001
- Modern Shrub Rose. South Metro Rose Society Show. 2001
- Modern Shrub Rose. California Coastal Rose Society Rose Show. 2000
- Modern Shrub Rose. Rogue Valley Rose Society Show. 2000
- Modern Shrub Rose. San Diego Rose Society Show. 2000
- Modern Shrub Rose. Virginia Peninsula Rose Society Show. 2000
- Modern Shrub Rose. West Jersey Rose Society Show. 2000
- Shrub (ARS). San Francisco Rose Society Show. 2000
- Shrub (ARS). Savannah Rose Society Show. 2000
- Modern Shrub Rose. Missoula Rose Society Show. 1999
- Modern Shrub Rose. Ohio State Fair Show. 1999
- Shrub (ARS). Kern County Rose Society Show. 1999[1]

## Cultivo
Aunque las plantas están generalmente libres de enfermedades, es posible que sufran de punto negro en climas más húmedos o en situaciones donde la circulación de aire es limitada.
Se desarrollan mejor a pleno sol. En América del Norte son capaces de ser cultivadas en USDA Hardiness Zones 6b a 10b. La resistencia y la popularidad de la variedad han visto generalizado su uso en cultivos en todo el mundo.
Puede ser utilizado para las flores cortadas, jardín o en envases contenedor para jardín de patio. Vigorosa. En la poda de Primavera es conveniente retirar las cañas viejas y madera muerta o enferma y recortar cañas que se cruzan. En climas más cálidos, recortar las cañas que quedan en alrededor de un tercio. En las zonas más frías, probablemente hay que podar un poco más que eso. Requiere protección contra la congelación de las heladas invernales.

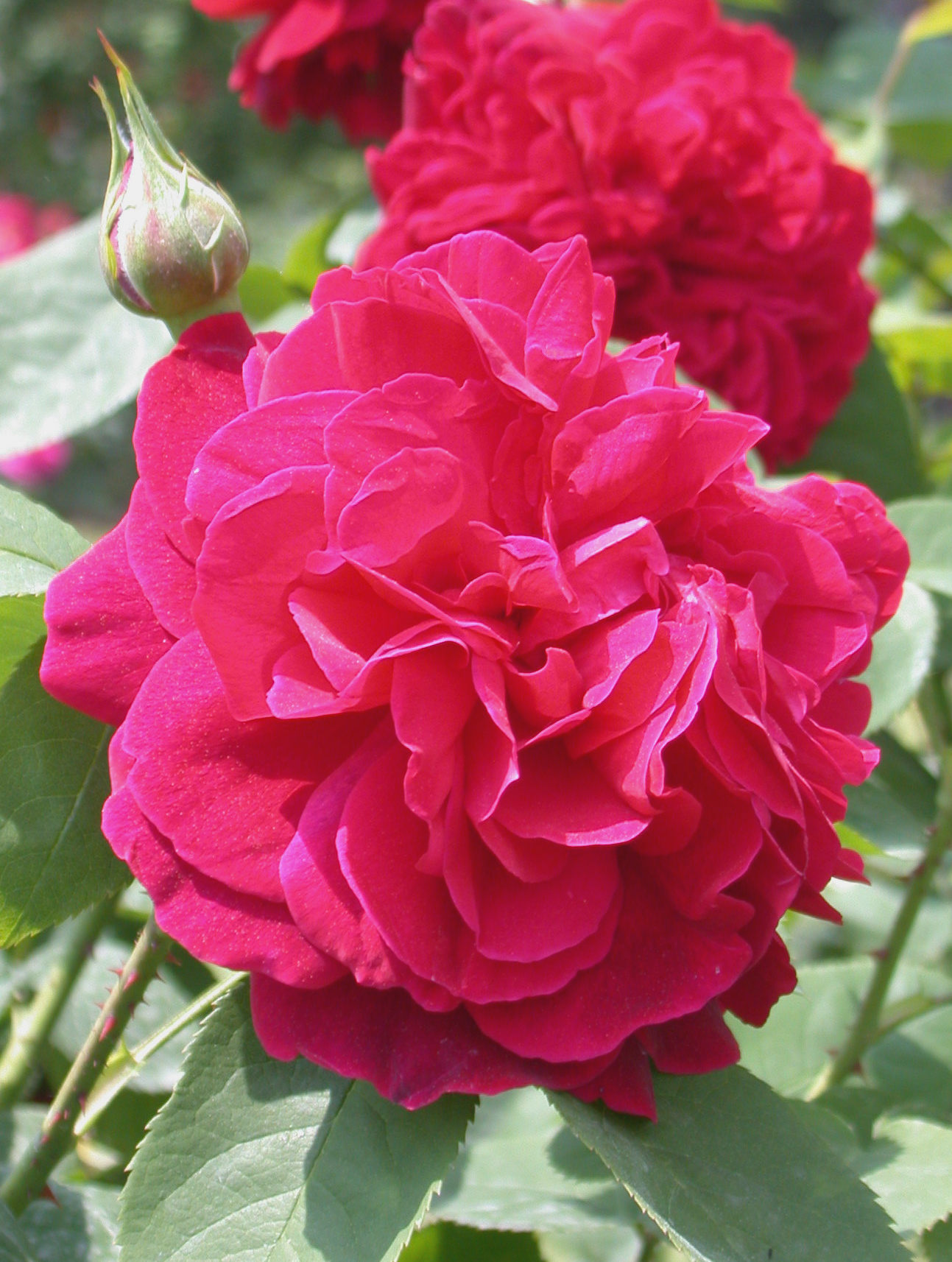
La rosa 'Leonard Dudley Braithwaite' en el Roseto comunale di Roma, EN-B4 INGL (6-05-2006).